# 华妃
华妃，古代中国妃嫔封号。唐朝开元时设置，地位仅次于皇后。清有此封号。

## 历史
唐初，皇后之下，设四夫人。为贵妃、淑妃、德妃、贤妃。
玄宗开元年间后宫封号改制，始置华妃。设惠妃、丽妃、华妃三妃，正一品。

## 流行文化
電視劇《甄嬛傳》將人物年世蘭（其人物原型為清代的敦肅皇貴妃年氏，撫遠大將軍兼川陝總督年羹堯之妹）的封號設定為“華妃”。事實上，年妃生前並沒有獲得任何特殊封號。清代唯一獲得“華妃”封號的是嘉慶帝妃侯佳氏。